# Lizerginska kiselina
Lizerginska (lizergična) kiselina (od grč. : rastavljanje, razlaganje + franc. ergot : ražena gljivica, snijet), kemijske formule C16H16O2N2; je temeljni i zajednički spoj ergot-alkaloida (ergotamin, ergometrin i ergotoksin) prisutnih u raženoj gljivici - u povijesti je uzrokovala epidemije ergotizma (trovanje žitaricama onečišćenih ergot alkaloidima).  Svi su oni alkaloidi amidi lizerginske kiseline.

## Povijest i dobivanje
W. A. Jacobs sa suradnicima izdvojio je (1934) lizerginsku kiselinu u čistome stanju iz sklerocija ražene gljivice i utvrdio njezin kemijski sastav.
Općenito ergot alkaloidi dobivaju se iz ergota, gljivica koje rastu na riži, raži i drugim žitaricama. One uzrokuju bolest poznatu pod imenom ergotizam, koja je vladala u srednjem vijeku. 

Ona se proizvodi i sintetski te mikrobiološkim postupkom. Po svojim farmakološkim svojstvima sredona je adrenalinu, meskalinu i amfetaminu.
Sintetski dobiven dietilamid lizerginske kiseline (C20H25N3O), lizergid (popularno nazvan LSD) je halucinogeno sredstvo.

## Zakonska regulativa
Lizerginska (lizergična) kiselina je vrsta tvari koja se može uporabiti za izradu droga ("prekursor"). Uvršten je u Hrvatskoj na temelju Zakona o suzbijanju zlouporabe droga na Popis tvari koje se mogu uporabiti za izradu droga - Europski klasifikacijski sustav ovisno o mogućnostima zlouporabe, Službeni list Europske unije od 18. veljače 2004. Kemijsko ime po CAS-u je ((8β)-9,10-didehydro-6-methylergoline-8-carboxylic acid), KN oznaka je 2939 63 00, CAS-ov broj je 82-58-6.